# آدم صبغي واي

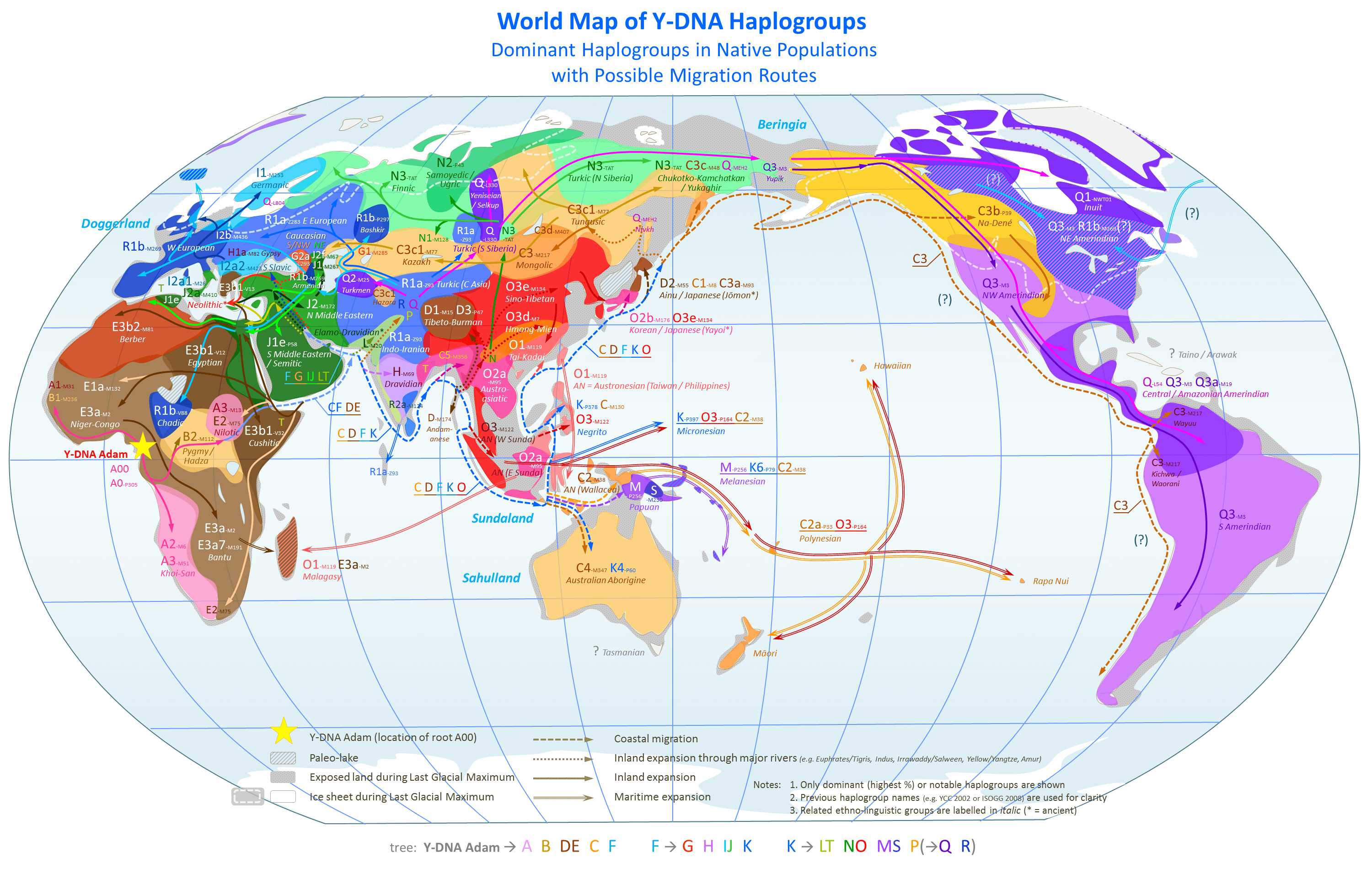
هابلوغروبات الصبغي Y
المنتشرة غالبا في سكان العالم قبل عهد الاستعمار (أي قبل اختلاط الأوروبيين بشعوب أخرى) ، وهي تشير إلى أن انتشار البشر على الأرض كان على امتداد السواحل.

في علم الوراثة البشرية، آدم صبغي واي أو ادم كروموسوم واي Adam Y-Chromosom هو أحدث سلف مشترك للبشر من جهة الأب، فهو الرجل الذي تنحدر منه جميع كروموزومات Y لجميع الرجال الأحياء في الوقت الحالي. جاءت التسمية اقتباسا من شخصية ادم المذكورة في الديانات الإبراهيمية، إلا أن «آدم كروموسوم واي» لم يكن بالضرورة الذكر الوحيد الذي عاش في زمانه.
تتضارب الارقام التي تخرج بها الابحاث العلمية حول الزمن الذي عاش فيه ادم كروموسوم واي، فتستنتج دراسات انه عاش قبل 60,000 أو 142,000 أو 188,000 أو 270,000 أو 306,000 سنة. بينما استنتجت إحدى دراستين نشرتا في اب 2013 تاريخا بين 200,000 إلى 140,000 سنة؛ في حين استنتجت الأخرى تاريخا اقرب بين 120,000 و156,000 سنة.,
.
على الجانب الآخر تصل الدراسات والتحاليل حول حواء الميتوكوندريا - وهي المرأة التي ينحدر منها جميع البشر الذين يعيشون في الوقت الحالي - فتشير الدراسات أنها عاشت قبل 140,000 إلى 200,000 سنة في أفريقيا. نظريا فليس من الضروري ان يكون ادم كروموسوم واي وحواء الميتكوندريا قد عاشا في نفس الوقت، ومع ذلك فهناك نتائج منشورة في عام 2013 تشير إلى احتمال ان يكون الشخصين متعاصرين.

## الطريقة العلمية
يحمل الإنسان كروموسومين جنسيين عند الرجل كروموسوم اكس وكروموسوم واي وعند المراة زوج من كروسوم اكس فقط. ينقل الاب والام واحد من كروموسوماته الجنسية إلى الابن. فيأخذ الابن كروموسوم اكس من امه (هي لا تملك كروموسوم واي) بينما يحدد الكروموسوم المنقول من الاب جنس الابن، فاذا كان الكروموسوم المنقول من الاب واي كان الطفل ذكرا (لديه كروموسومي اكس واي) وإذا كان اكس كانت انثى (اكس اكس). لذلك فان كروموسوم واي ينقل من الاب إلى الابن الذكر بشكل مباشر ولا يتعرض لتأشيب جيني خلال الانقسام الانتصافي التي تمر فيه بقية الكروموسومات الجسمية.
يتم البحث عن ادم كروموسوم واي من خلال نظرية تطور الجينوم لكروموسوم واي. الطفرات تحصل بشكل مستمر في «كرومسوم واي» وتنتقل من الاب إلى الابن الذكر الذي ينقلها بدوره إلى ابنه وهكذا. يمكن اعتبار هذه الطفرات علامة مميزة للتعرف على الصلة بين الابن والأب. يسمى كروموسوم واي الذي يحمل طفرة وراثية محددة ومميزة بالهابلوغروب. اذن لو عثرنا على شخصين يحملنا ذات الهابلوغروب فهذا يعني انهما ينحدران من سلف مشترك حدثت عنده هذه الطفرة للمرة الأولى (هذا الاحتمال قابل للتخطئة فقد تكون الطفرة نفسها قد حصلت لشخصين مختلفين عند الولادة وبالتالي سيحمل اولادهما نفس الطفرة مع انهما ليسا اقارب) وعلى هذا الاساس نستطيع إنشاء شجرة عائلة للبشرية تعتمد على الطفرات الوراثية، ويكون الشخص الذي تفرع منه كل الطفرات والذي سيكون في قاعدة الشجرة هو «أدم كروموسوم واي».
يمكن للباحثين إعادة بناء تسلسل الحمض النووي الصبغي لسلفنا المشترك (آدم كروموسوم واي) عن طريق عكس طفرات الدنا لاعادة الكروموسوم إلى حالته الأصلية. ويهتم «علم الجينات المقارن» بمقارنة جينات الرجال والنساء، وكذلك مقارنتها بجينات المخلوقات الأخرى، وعلى الأخص الرئيسيات الغير بشرية مثل الشمبانزي والغوريلا وإنسان الغابة.
معرفة تسلسل الحمض النووي لادم كروموسوم واي ومعرفة الزمن والمكان الذي عاش بهما يرتبط بتحديد السلالة البشرية الأكثر اختلافا مع اقرانها من السلالات الأخرى والتي تملك اقل عدد من الطفرات مقارنة بالحمض النووي للقريبين منا من الثدييات. هذه السلالة وجدت في أفريقيا الامر الذي جعل من المرجح ان يكون «آدم كروموسوم واي» قد عاش هناك.

## التسمية
هذه التسمية عائدة إلى آدم الذي تقول عنه القصص الدينية أنه أبو البشر، لكن خط الدنا الميتوكوندري أثبت أن حواء الميتوكوندرية الأنثى عاشت قبل نحو 150.000 سنة. أي أن أحدث سلف مشترك للبشر من جهة الأب وأحدث سلف مشترك من جهة الأم لم يعيشا في نفس الفترة. كما أن آدم الصبغي لم يكن الذكر الوحيد الذي عاش في زمانه، الا ان نسل بقية اقرانه الذكور قد انقرض أو كان من النساء فقط.

## تعريف
إن أحدث سلف مشترك للكروموسوم Y هو أحدث سلف مشترك للكروموسومات Y الموجودة لدى الذكور الأحياء حالياً.
وإن أخذنا بعين الاعتبار التعريف السابق ضمن سياق “الذكور الأحياء حالياً”، فإن هوية أحدث سلف مشترك، وبالتالي تحديد آدم صبغي واي، كلاهما يعتمدان على عامل الزمن (أي يعتمدان على اللحظة الزمنية المقصودة بمصطلح “حالياً”). وقد يتقدم أحدث سلف مشترك للبشر إلى الأمام زمنياً حيث تنقرض السلالات القديمة داخل السكان: فإذا انقرضت سلالة معينة، ستصبح مفقودة بشكل لا يمكن تعويضه. وبالتالي، بإمكان هذه الآلية تحويل لقب آدم صبغي واي إلى الأمام زمنياً فقط. وربما نتج هذا الحدث بسبب الانقراض التام لمجموعة الأنمط الجماعية، أو الهابلوغروب، القاعدية. وينطبق الشيء نفسه على مفاهيم أحدث سلف مشترك من الأم والأب: ويستنتج من تعريف آدم صبغي واي أنه امتلك ولدين على الأقل لهما سلالات غير منقطعة نجت حتى يومنا هذا. فإذا انقرضت سلالات جميع هؤلاء الأبناء باستثناء واحد منهم، فإن لقب آدم صبغي واي ينتقل للأمام زمنياً من الابن الباقي من السليل الأبوي، حتى نصل إلى السليل الأول الذي كان لديه ولدين على الأقل، ولهذان الولدان نسل أبوي حي. لا يتم تثبيت لقب آدم صبغي واي بشكل دائم لفرد واحد، ويكون آدم صبغي واي لأي مجموعة سكانية معينة، هو نفسه، جزءاً من مجتمع كان له آدم صبغي واي الخاص به منذ زمنٍ بعيد.
وفقاً لطبيعة مفهوم أحدث سلفٍ شائع، لا يمكن لهذه التقديرات أن تمثل سوى آخر زمن معروف ظهر فيه هذا السلف (ويطلق على ذلك مصطلح terminus ante quem) حتى يتم فحص الجينوم لكل السكان (أي جينوم جميع البشر الأحياء).

## تقدير العمر
لتقدير عمر آدم صبغي واي بشكل حاسم، يُعتمد على النمط الجماعي الأقدم والمعروف الموجود لدى البشر المعاصرين. واعتباراً من عام 2018، كان النمط الجماعي المعتمد هو هابلوغروب A00 والذي اكتُشف عام 2013. تتراوح تقديرات العمر بناءً على ذلك بين 160 ألف إلى 300 ألف عام، حسبما نُشر بين عامي 2014 و2015. والتقدير العمري السابق متوافقٌ مع زمن ظهور وانتشار الإنسان العاقل.

### الطريقة
إن ميل لقب آدم صبغي واي إلى التقدم زمنياً، وتقدير تسلسل الحمض النووي لآدم صبغي واي، وموقعه في شجرة العائلة والوقت الذي عاش فيه ومكانه الأصلي، جميعها تخضع إلى التنقيحات في المستقبل.
إن تقدير ماهية الشخص الذي اعتُبر ومنح لقب “آدم صبغي واي” يعتمد على الأحداث التالية:
- قد تكشف عينات أخرى من كروموسومات Y عن سلالات متباعدة غير معروفةٍ سابقاً. وإن حدث ذلك، ستتلاقى سلالات كروموسوم Y مع شخصٍ ما عاش منذ وقت أبعد.
- قد يؤدي اكتشاف طفرات إضافية ومتأصلة عميقاً في سلالات معروفة إلى إعادة ترتيب شجرة العائلة.
- قد تغيّر مراجعة معدل طفرة كروموسوم Y (انظر أدناه) تقدير الزمن الذي عاش فيه آدم صبغي واي.

يُحدد الزمن الذي عاش فيه آدم صبغي واي من خلال تطبيق الساعة الجزيئية على كروموسومات Y البشرية. وعلى النقيض من الحمض النووي للميتوكوندريا (mtDNA)، والذي يحتوي على تسلسل قصير يبلغ 16000 زوج قاعدي، ويتبدّل بشكل متكرر، يُعد كروموسوم Y أطول بكثير ويحتوي على 60 مليون زوج قاعدي، كما يملك معدّل طفرات أقل. ساعدت هذه الميزات الخاصة بكروموسوم Y في إبطاء تجانس الأشكال المتعددة. ونتيجة لذلك، أدت إلى انخفاض دقة تقديرات معدل طفرة كروموسوم Y [9].
يمكن استخدام هذه الطفرات كعلامات لتحديد العلاقات الأبوية المشتركة. ويُشار إلى كروموسومات Y التي تشترك في طفرة معينة باسم هابلوغروب أو النمط الجماعي. هناك افتراض ينص على تشارك كروموسومات Y ذات النمط الجماعي المعين بسلف مشترك أبوي كان أول من حمل الطفرة المحددة (قد يكون هذا الافتراض خاطئاً، لأنه من الممكن أن تحدث الطفرة نفسها أكثر من مرة). ويمكننا بناء شجرة عائلة من الكروموسومات Y، حيث تكون الطفرات بمثابة نقاط متفرعة على طول الأنساب. وفي هذه الحالة، يتوضع آدم صبغي واي على جذر الشجرة، حيث تنحدر كروموسومات Y لجميع الذكور الأحياء من كروموسوم Y الخاص به.

### تاريخ التقديرات
تراوحت التقديرات المبكرة لعمر آدم صبغي واي، والتي نُشرت خلال التسعينيات من القرن الماضي، بين 200 إلى 300 kya [9]. أُعيد تنقيح ومراجعة هذه التقديرات لاحقاً بشكل كبير، كما فعل طومسون وآخرون 2000  ، حيث قدّر طومسون عمر آدم صبغي واي بنحو 59000 سنة. يشير هذا التاريخ إلى كون آدم صبغي واي قد عاش بعد نحو 84000 سنة من وجود حواء الميتوكوندرية (السلف المشترك الأخير للإناث)، التي عاشت قبل 150 ألف إلى 200 ألف عام. ويدل هذا التاريخ أيضاً أن آدم صبغي واي قد عاش في زمن قريب جداً من هجرة الإنسان خارج أفريقيا –وربما بعد تلك الفترة –التي يُعتقد أنها حدثت منذ 50 ألف إلى 80 ألف عام. وهناك تفسيرٌ لهذا التناقض في البعد الزمني بين السلف الأبوي مقابل الأمومي، وهو امتلاك الإناث فرصةً أفضل للتكاثر من الذكور بسبب الممارسات القديمة التي كانت موجودة كتعدد الزوجات. فعندما يحظى الذكر بعدة زوجات، سيمنع في هذه الحالة الذكور الآخرين في المجتمع من التكاثر ونقل كروموسومات Y الخاصة بهم إلى الأجيال اللاحقة. من ناحية أخرى، لا يمنع تعدد الزوجات معظم الإناث في المجتمع من نقل حمضهن النووي الميتوكوندري إلى الأجيال اللاحقة. وقد يؤدي هذا النجاح التفاضلي التناسلي عند الذكور والإناث إلى تدني الأنساب الذكورية مقارنة بالأنساب الأنثوية المستمرة في المستقبل. تكون هذه الأنساب القليلة الذكورية أكثر حساسية للانحراف، وستندمج على الأرجح مع سلف مشترك أكثر حداثة. قد يفسر ذلك التاريخ الحديث نسبياً لآدم صبغي واي.
صُحح التقدير “المفرط في الحداثة” الذي يقل عن 100 kya تصاعدياً في الدراسات التي أجريت في أوائل عام 2010، وتراوحت التقديرات الجديدة بين 120 kya و160 kya. وسبب هذا التنقيح هو اكتشاف طفرات إضافية وإعادة ترتيب العمود الفقري لتاريخ تطور سلالة آدم صبغي واي بعد ظهور سلالات النمط الجماعي A.

## الأصل الجغرافي المحتمل
تتوافق التقديرات العمرية الحالية لأحدث سلف مشترك مع التقديرات العمرية للإنسان المعاصر تشريحياً، كما تسبق الهجرة خارج إفريقيا. لذا لا تزال فرضيات الأصل الجغرافي مقتصرة على القارة الأفريقية.
وفقاً لـ Cruciani وآخرون، اكتُشفت معظم الأنساب القاعدية في الغرب والشمال الغربي ووسط أفريقيا، وذلك في عام 2011. مما يشير إلى احتمال تواجد أحدث سلف مشترك في منطقة “الشمال الغربي ووسط أفريقيا” عموماً.
ووفقاً لـ Scozzari وآخرون عام 2011، فقد اتفق على مكان منطقي لظهور مجموعة النمط الجماعي A00 في “الربع الشمالي الغربي من القارة الأفريقية”. هناك تقريرٌ نُشر عام 2013 مختص بالنمط الجماعي A00، والذي لوحظ وجوده بين شعب Mbo–إمبو في غرب الكاميرون في الوقت الحاضر، ولوحظ أن هذا التقرير يتفق مع الصورة المتفق عليها سابقاً.
أثرت مراجعات وتنقيحات تأريخ تطور السلالات لكروموسوم Y منذ عام 2011 على تقديرات الأصل الجغرافي المحتمل لآدم صبغي واي، وكذلك التقديرات المتعلقة بالعمق الزمني. وإن اتبعنا المنطق ذاته سنجد أن الاكتشاف المستقبلي لمجموعات النمط الجماعي القديمة غير المعروفة حالياً في الأشخاص الأحياء سيؤدي مرة أخرى إلى مراجعات وتنقيحات مماثلة. 
إن التواجد المحتمل لنحو 1 إلى 4 بالمائة من الحمض النووي المشتق من إنسان النيندرتال في الجينوم الأوراسي يعني ضمنياً أن حدث (غير المحتمل) باكتشاف ذكر حي من أوراسيا ينتمي للنسب الأبوي لإنسان النيندرتال من شأنه أن يدفع زمن أحدث سلف حي إلى ما لا يقل عن ضعف التقديرات الحالية. ومع ذلك، يدل كروموسوم Y لإنسان النيندرتال، حسبما جاء لدى Mendez وآخرون [6]، على انقراض النسب الأبوي للنيندرتال، فالسلالة المستنتجة من تسلسل النيندرتال هي خارج نطاق التباين الوراثي للإنسان المعاصر. ستصبح الأسئلة المتعلقة بالأصل الجغرافي جزءاً من النقاش حول تطور إنسان النيندرتال من الإنسان المنتصب.

## اقرأ أيضا
- هابلوغروب (صبغي Y)
- هابلوغروب L0
- هابلوغروب (متقدرة)
- هابلوغروب Y-DNA) L)
- مجموعات هابلوغروبات Y-DNA في سكان الشرق الأوسط